# Penkridge
Penkridge è una cittadina di 8 526 abitanti, situata nella contea dello Staffordshire in Inghilterra.